# Безрукова Ірина Володимирівна
Ірина Володимирівна Безрукова (рос. Ири́на Влади́мировна Безру́кова, до шлюбу Бахтура; у першому шлюбі Ліванова; нар. 11 квітня 1965, Ростов-на-Дону, РСФСР) — радянська і російська актриса, телекоментатор.

## Біографія
Народилася 11 квітня 1965 року в Ростові-на-Дону.
Закінчила в 1988 р. Ростовське училище мистецтв за спеціальністю — актриса театру і кіно, курс А. Малишева і В. Шапіро (1984—1988). З 1986 р. по 1988 р. Ірина з II курсу грала в Ростовському академічному театрі драми імені Максима Горького. З січня 1988-го по грудень 1989 року — в Тульському драматичному театрі. У 1990 р. грала в Московському театрі Олега Табакова.
Вела 2 роки (1999—2001) на РТР передачу «Магазин на дивані», шоу-програму «Най-най» (СТС). 2 роки працювала моделлю по стрижкам в команді Wella (С. Звєрєв, С. Рижкова).
Брала участь, як факелоносець у Московському етапі Всесвітньої естафети олімпійського вогню «Афіни—2004» у пронесенні факелу через Москву.
2004 року Брала участь у зйомках телепрограми «Ключі від форту Буаяр».
У 2008 р. разом із Сергієм Безруковим виступила в ролі ведучої першого в історії Росії святкування Дня сім'ї, любові і вірності.
У вересні 2009 р. увійшла в опікунську раду Міжрегіональної громадської організації сприяння дітям-інвалідам, які страждають ревматичними хворобами, «Відродження».
У 2010 р. стала Послом Години Землі в Росії — акції Всесвітнього фонду дикої природи (WWF).

## Сім'я
- Перший чоловік (1989—2000) — Ігор Євгенович Ліванов (нар. 15 листопада 1953).
  - Син від першого шлюбу — Андрій Ліванов (1990—2015).
- Другий чоловік (2000—2015) — Сергій Віталійович Безруков  (нар. 18 жовтня 1973).
- Дружив зі співаком і колишнім солістом групи «Ласковый май» Юрієм Шатуновим (6 вересня 1973, Кумертау, Башкирська АРСР — 23 червня 2022, Домодєдово, Московська область) — виконавець таких хітів, як «білі троянди», «Сива ніч» і «рожевий вечір».

## Фільмографія
- 1991 — Путана, або Скляна троянда
- 1991 — Коли спізнюються в ЗАГС... — Віка
- 1992 — Річард Левине Серце
- 1992 — Ваш вихід, дівчата
- 1993 — Лицар Кеннет
- 1993 — Золотий туман
- 1994 — Поїзд до Брукліна
- 1994 — Мара
- 1996 — Коля — Надія
- 1997 — Графиня де Монсоро — Луїза Лотаринзька
- 1997 — Чарівний портрет — Малахітова фея
- 1998 — Незнайома зброя, або Хрестоносець 2 — дочка генерала
- 1999 — Китайський сервиз — графиня
- 1999 — У дзеркалі Венери — епізодична роль
- 2000 — Лицарський роман
- 2000 — Маросейка, 12. Операція «Зелений лід»
- 2001 — Любовь.ru
- 2001 — Чуже почуття
- 2003 — Дільниця — Людмила Євгенівна, дружина Кравцова
- 2003 — Любов і правда Федора Тютчева — Олена Денис'єва
- 2004 — Московська сага — дама на прийомі
- 2005 — Єсенін — Лідія Кашина
- 2005 — Даша Васильєва 4. Любителька приватного розшуку. Хобі гидкого каченяти — Карина
- 2011 — Реальна казка — Василиса Премудра